# Manhunt 2
Manhunt 2 är ett actionäventyrsspel, sneak 'em up-spel och ett skräckspel, utvecklat och utgivet av Rockstar Games. Spelet släpptes första gången till plattformarna PlayStation 2, PlayStation Portable och Wii i Nordamerika 29 oktober 2007, men släpptes inte i Europa förrän den 31 oktober 2008.. Ursprungligt lanseringsdatum hade varit den 31 juli 2007. Spelet är en uppföljare till Manhunt från 2003.
Den 31 oktober 2007 släpptes spelet  i Nordamerika efter försening på grund av mycket uppståndelse i USA, Storbritannien och Irland kring spelets extrema våld. 
Spelet godkändes i USA med en Mature-klassificering men samma version blev inte godkänd för lansering i Storbritannien, då man tyckte att det fortfarande var för våldsamt. Rockstar tog fallet till brittisk domstol, där de vann den 10 december 2007, men förlorade i högsta domstolen 25 januari 2008, med motiveringen att en lansering av spelet skulle strida emot brittisk grundlag.
Rockstar fick sedan tillstånd att släppa spelet 2008 med märkning "18+".